# Carpathian Couriers Race
La Carpathian Couriers Race (en polaco: Karpacki Wyścig Kurierów; también llamada Carpathia Couriers Tour) es una carrera ciclista profesional por etapas polaco-eslovaca (registrada en Polonia).
Se creó en 2010 a mediados del mes de junio registrada en Eslovaquia formando parte del UCI Europe Tour dentro de la categoría 2.2U (última categoría del profesionalismo y limitada a corredores sub-23). Desde su segunda edición, en 2011, está registrada en Polonia y desde 2012 se disputa a primeros del mes mayo (coincidiendo con la Szlakiem Grodów Piastowskich), manteniendo su categoría inicial.

## Palmarés
| Año                      | Ganador             | Segundo              | Tercero                  |           |
| ------------------------ | ------------------- | -------------------- | ------------------------ | --------- |
| Carpathia Couriers Path  |                     |                      |                          |           |
| 2010                     | Adrian Honkisz      | Kamil Zieliński      | Sergey Sakavets          |           |
| 2011                     | Paweł Bernas        | Paweł Poljański      | Jarosław Kowalczyk       |           |
| 2012                     | Maurits Lammertink  | Jakub Novák          | Łukasz Owsian            |           |
| Carpathian Couriers Race |                     |                      |                          |           |
| 2013                     | Stefan Poutsma      | Daan Meijers         | Jeroen Meijers           |           |
| 2014                     | Gregor Mühlberger   | Eduard-Michael Grosu | Przemysław Kasperkiewicz |           |
| 2015                     | Tim Ariesen         | Álvaro Cuadros       | Dries Van Gestel         |           |
| 2016                     | Hamish Schreurs     | Michał Paluta        | Max Kanter               |           |
| 2017                     | Alessandro Pessot   | Kamil Małecki        | Robert Kessler           |           |
| 2018                     | Filip Maciejuk      | Jens van den Dool    | Sven Burger              |           |
| 2019                     | Marijn van den Berg | Giovanni Aleotti     | Meindert Weulink         |           |
| 2020                     | Jordan Habets       | Adam Kuś             | Antti-Jussi Juntunen     |           |
| 2021                     | Filip Maciejuk      | Daan Hoeks           | Fran Miholjević          |           |
| 2022                     | Fran Miholjević     | Francis Juneau       | Alexander Hajek          |           |
| 2023                     | Gal Glivar          | Giulio Pellizzari    | Davide De Cassan         |           |
| 2024                     | cancelada           | cancelada            | cancelada                | cancelada |

## Palmarés por países
| País          | Victorias |
| ------------- | --------- |
| Países Bajos  | 5         |
| Polonia       | 4         |
| Austria       | 1         |
| Nueva Zelanda | 1         |
| Italia        | 1         |
| Croacia       | 1         |
| Eslovenia     | 1         |